# Chialingosaurus
Chialingosaurus kuani
Genre
Espèce
Chialingosaurus est un genre éteint de dinosaures herbivores quadrupèdes  de l'infra-ordre des stégosauriens qui vécut en Chine durant le Jurassique supérieur, à l'Oxfordien et au Kimméridgien, soit il y a environ entre 163 et 152 Ma (millions d'années).
La description de ce genre a été reprise par Dong et al. en 1977 et 1983,.

## Description
Le Chialingosaurus décrit par Young en 1959 est un stégosaurien élancé, de petite taille, environ 4 mètres, ce qui a fait supposer qu'il s'agissait d'un animal n'ayant pas tout à fait atteint le stade adulte. Dans sa modélisation de Chialingosaurus, Young s'est appuyé sur les quelques plaques osseuses et épines qui avaient été découvertes et sur  la morphologie d'un autre stégosauridé, Kentrosaurus, pour décrire un animal avec des plaques sur le dos et, à partir des hanches et sur la queue celles-ci sont remplacées par des épines.
Les restes d'autres spécimens découverts à proximité de l'holotype se sont avérés être  également des juvéniles.
En 1990, Peter Malcolm Galton n'a pu identifier qu'un seul caractère particulier (autapomorphie) pour ce genre : le petit trochanter du fémur est triangulaire avec une base large.

## Validité du genre
La validité du genre est remise en cause par S. Maidment qui le considère comme un nomen dubium,,.
Cependant O. Mateus, en 2009, le considère comme un stégosauridé basal.